# セアト・コルドバWRC
セアト・コルドバWRC （SEAT Córdoba WRC）は、セアトが1998年から2000年の間にWRC（世界ラリー選手権）に投入していたWRカー（ワールドラリーカー）規定の車両。

## 概要
セアトは古くからWRCの下位クラスで活動を行っており、90年代のF2規定によるFIA 2.0LカップではイビーザのF2キットカーにより三連覇を達成する成功を収めていた。そのセアトが最高峰クラスへチャレンジするために開発したのがコルドバV16をベースとする本車である。
開発責任者はフランス人のベノワ・バグール。ドライバーは1994年の世界王者であるフランスのディディエ・オリオール、フィンランドのトニ・ガルデマイスターにハリ・ロバンペラなどがいた。

## メカニズム
本来であればイビーザをベースとしたかったが、全長が規定の4mに満たなかったためコルドバが選ばれた。コルドバの市販車のデザインは「醜い」などと言われ今ひとつであったが、ロー&ワイド化されたWRカーのデザインは好評であった。
コルドバはフォルクスワーゲン・ポロとプラットフォームを共有しているが、ホイールベースはヒュンダイ・アクセントWRCに次いで短く、ホイールハウスの設計はサスペンションストローク量を十分に確保するのが難しい構造になっていた。エンジンは同クループのシュコダ・オクタビアWRC同様にフォルクスワーゲン・ゴルフの1.8Lエンジンをベースに排気量を拡大して使用している。これをフランスのダニー・スノーペック社がチューニングしたが、搭載位置が高い上にバルクヘッドから遠いためフロントヘビーでアンダーステアが強く、フロントタイヤの摩耗も激しいという弱点になった。デフは前後中央で、前後は電子制御式（アクティブデフ）。こうした四輪駆動コンポーネントの主要部品は、スバルの実行部隊であったプロドライブから供給を受けていた。レッキには4ドアセダンのセアト・トレドが用いられていた。

## 戦歴
1998年の第10戦ラリー・フィンランドで、地元のハリ・ロバンペラ（カッレ・ロバンペラの父）をエースに据えて2台で実戦デビュー。2台目はオリオール・ゴメス、マルク・デュエツ、グウィンダフ・エバンス（エルフィン・エバンスの父）とほぼ毎戦入れ替わった。
1999年はロバンペラはそのまま、2台目はピエロ・リアッティとトニ・ガルデマイスターがシェアする形となった。また第2戦スウェーデンのみ、当時プジョーとすでに契約を交わしていたマーカス・グロンホルムが助っ人として参戦した（結果はリタイア）。この年はガルデマイスターがラリー・ニュージーランドで、ラリーGBでロバンペラがそれぞれ3位表彰台に上がっている。マニュファクチャラーズランキングは7メーカー中5位、ロバンペラがドライバーズランキング9位となった。
2000年はロバンペラの代わりに元王者ディディエ・オリオールがエースとなり、サファリラリーでオリオールが3位表彰台を獲得した。マニュファクチャラーズランキングは前年同様7メーカー中5位だったが、オリオールはドライバーズランキング6位とそこそこの成績を収めた。しかしオリオールはマシンとチームを責めていたためチームの雰囲気は悪く、一説には彼が文句を言うたびフランス市場でのセアトの販売にも悪影響を及ぼしていたとされる。
毎年フィンランドを節目に2度の改良（E2→E3）まで改良が行われたが、2000年末をもって「目的を達成した」として、ツーリングカーレースに転身するため撤退した 。
その後コルドバWRCは、さまざまな国の選手権でプライベーターにより用いられた。スペインでは、コルドバはペドロ・ディエゴとマルク・ブラスケスと共にグラベルでのすべてのラリーの国内タイトルを獲得し、サルバドール・カニエラスJr.と共にターマックラリーで優勝した。
また210馬力の1.9リッターディーゼルターボ（TDI）に換装され、メーカー系チームのプロトタイプ車両が認められたダカール・ラリーの2002年大会にも参戦。三菱・日産勢を相手にステージ1で勝利しラリーリーダーになるという鮮烈デビューだったがパワーステアリングや電気系統のトラブルが重く、なんとか走行し続けるもステージ11でリタイアしている。